# Ronnie White
Ronald Anthony White (né à Détroit le 5 avril 1939 – et mort dans la meme ville le 26 août 1995) est un chanteur et compositeur américain.

## Biographie
Ronald Anthony White est le cofondateur de The Miracles et son seul membre original constant. Il ramène Stevie Wonder sur Motown Records et écrit plusieurs singles à succès pour les Miracles ainsi que pour d'autres artistes, dont The Temptations, Marvin Gaye et Mary Wells. White est mort de leucémie en 1995, à 56 ans. En 2012, White a été intronisé à titre posthume au Rock and Roll Hall of Fame avec The Miracles.